# Хедж, Иан Чарльсон
И́ан Ча́рльсон Хедж (англ. Ian Charleson Hedge,18 августа 1928 — 7 августа 2022) — британский ботаник.

## Научная деятельность
Иан Чарльсон Хедж жил и работал в Эдинбурге, многолетний сотрудник эдинбургского Королевского ботанического сада. Специализировался на семенных растениях. Он дал наименование более 300 новым видам растений.

## Некоторые публикации
- 1989. Davis, P.H.; I.C. Hedge; K. Tan; R.R. Mill. Plant Taxonomy, Phytogeography and Related Subjects: Davis and Hedge Festschrift.
- 1971. Davis, P.H.; Harper, P.C.; I.C. Hedge (eds.) Plant life of South-West Asia.
- 1963. Hedge, I.C.; P. Wendelbo. Studies in the Flora of Afghanistan (Årbok for Universitetet i Bergen. Mat.-naturv. serie, Nº 18.